# RISC OS

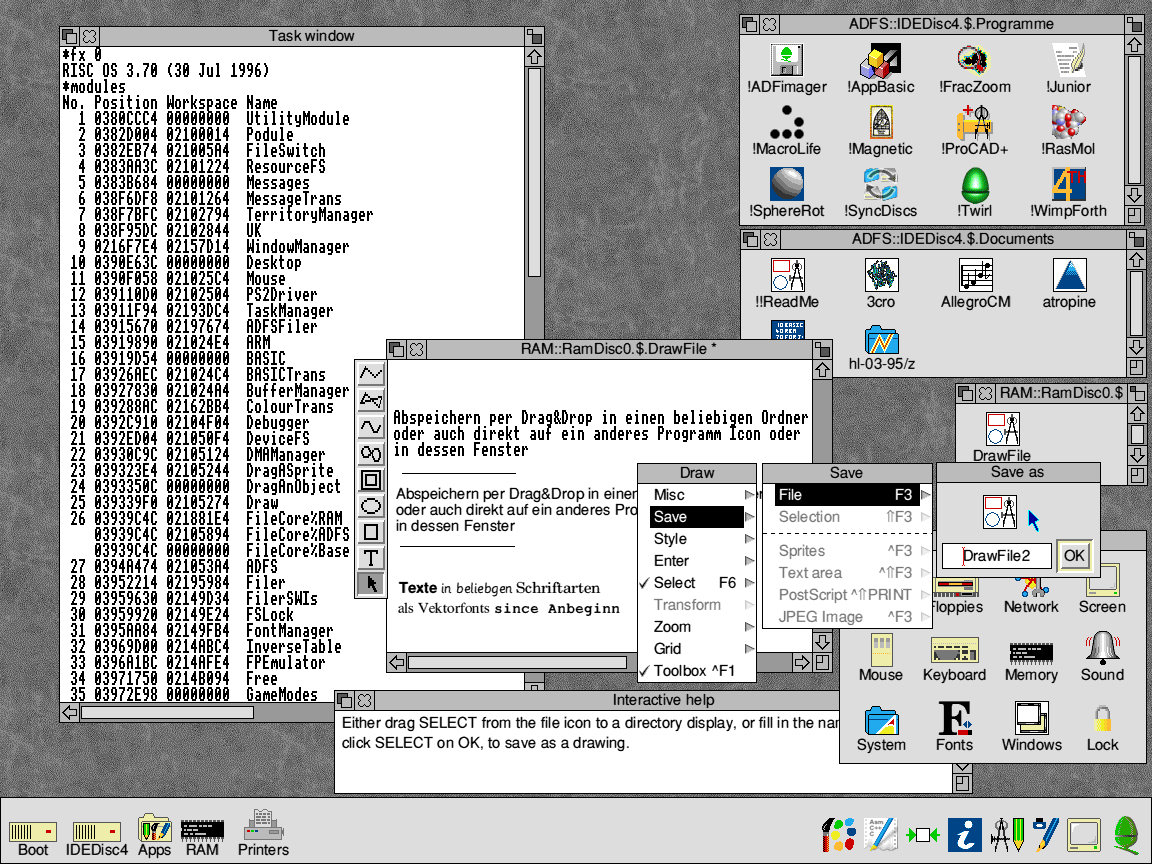

RISC OS(리스크 오에스 /rɪskoʊˈɛs/)는 ARM 아키텍처용으로 설계된 그래픽 사용자 인터페이스 기반 컴퓨터 운영 체제 시리즈이다. 이를 지원하는 RISC 아키텍처에서 이름을 땄다. 이 운영 체제는 원래 아콘 컴퓨터가 아콘 RISC 머신 프로세서를 사용하는 1987년의 아콘 아르키메데스 개인용 컴퓨터 세대에 채용할 목적으로 개발되었다. 윈도 시스템을 갖춘 데스크톱 환경과 명령 줄 인터페이스로 이루어져 있다.
1988년부터 1998년까지 이 운영 체제는 아르키메데스 제품군, RiscPC, 뉴스패드, A7000을 포함한 거의 모든 ARM 기반 아콘 컴퓨터 모델에 기본 포함되었다. 이 운영 체제의 버전 (NCOS)은 오라클의 네트워크 컴퓨터 및 호환 기종에 사용되었다. 1998년 아콘이 해체된 뒤 이 운영 체제의 개발은 분리되면서 RISCOS, 페이스 마이크로 테크놀로지, 캐슬 테크놀로지를 포함한 여러 기업에서 별도로 개발을 지속하고 있다. 1998년 이후 Iyonix, A9홈과 같은 수많은 ARM 기반 데스크톱 컴퓨터에 기본 포함되고 있다. 2012년 기준으로 이 운영 체제는 분기화되어 독립적으로 RISCOS사와 RISC OS 오픈 커뮤니티가 개발을 맡고 있다.
가장 최근의 안정판은 ARMv3/ARMv4 RiscPC (버추얼아콘이나 RPCEmu와 같은 에뮬레이션을 통해), ARMv5 Iyonix, ARMv7 Cortex-A8 프로세서(비글보드, 터치 북에서 사용됨)에서 구동된다. 2011년에는 Cortex-A9 판다보드용 포팅이 발표되었으며 라즈베리 파이용 개발 버전이 대중에 공개되었다.

## 지원 하드웨어
RISC OS 버전들은 다음의 하드웨어에서 동작한다.
| 기기                                    | 도입연도    | 버전          | 버전 | ROOL 개발 ROM |
| 기기                                    | 도입연도    | 최초          | 최종 | ROOL 개발 ROM |
| --------------------------------------- | ----------- | ------------- | ---- | ------------- |
| 26비트 프로그램 카운터를 갖춘 ARM       |             |               |      |               |
| 아콘 아르키메데스                       | 1987  1992  | 0.30  3.1x    | 3.1x | 아니요        |
| 26- & 32비트 프로그램 카운터를 갖춘 ARM |             |               |      |               |
| 아콘 Risc PC                            | 1994        | 3.50          | 6.20 | 예            |
| 아콘 A7000 및 A7000+                    | 1995  1997  | 3.60  3.71    | 6.20 | 예            |
| 아콘 Phoebe                             | 1998 (취소) | 3.80 (Ursula) | 빈칸 | 아니요        |
| 마이크로디지털 메디                     | 1998        | 3.71          | 6.20 | 예            |
| 마이크로디지털 마이크로                 | 1999        | 4.03          | 4.39 | 예            |
| RiscStation R7500                       | 1999        | 4.03          | 4.39 | 알 수 없음    |
| 캐슬 키네틱 RiscPC                      | 2000        | 4.03          | 6.20 | 미정          |
| 마이크로디지털 오메가                   | 2003        | 4.03          | 4.39 | 아니요        |
| 어드밴티지 식스 A75                     | 2004        | 4.39          |      | 알 수 없음    |
| 32비트 프로그램 카운터를 갖춘 ARM       |             |               |      |               |
| Iyonix Ltd Iyonix PC                    | 2002        | 5.01          | 5.18 | 예            |
| 어드밴티지 식스 A9(Home/RM/Loc)         | 2005        | 4.42          |      | 아니요        |
| 비글보드                                | 2008        | 5.15          | 5.18 | 예            |
| 얼웨이즈 이노베이팅 터치 북             | 2009        | 5.15          |      | 예            |
| 판다보드                                | 2011        | 5.17          |      | 예            |
| 오픈판도라 판도라                       | 2009        | 5.17          |      | 예            |
| 라즈베리 파이                           | 2012        | 5.19          |      | 예            |
| 미결정 = 공식적으로 이용이 불가능함     |             |               |      |               |

이와 더불어, 마이크로디지털, 어드밴티지 식스, R-Comp의 상용 에뮬레이터를 마이크로소프트 윈도우 PC의 독립 제품으로 버추얼아콘을 통해 사용이 가능하다. 이 에뮬레이터에는 구매한 버추얼 아콘 버전에 따라 RiscOS - 4.02 또는 4.39의 완전한 라이선스 사본이 동봉된다.
RISC OS는 아콘과 페이스 마이크로 테크놀로지의 다양한 TV 연결 셋톱 박스에도 사용되고 있다.

## 같이 보기
- 시벨리우스 (소프트웨어)